# エリクス・エセンヴァルズ
エリクス・エセンヴァルズ（Ēriks Ešenvalds, 1977年1月26日 - ）は、ラトビアの作曲家。クールリャント県プリークレ出身。ラトビア音楽アカデミーの作曲科の教員。

## 略歴
1995年、ラトビアのバプテスト神学校に入学。1997年に同校を卒業後、ラトビア音楽アカデミーに入学。2004年にセルガ・メンスの指導の下で作曲の修士号を取得した。その後、マイケル・フィニスィー、クラウス・フーバー、フィリップ・マヌリ、ジョナサン・ハーヴェイらのマスタークラスを受講。2002年から2011年まで、State Choir Latvijaに所属していた。2011年から2013年まで、ケンブリッジ大学トリニティ・カレッジのクリエイティブ・アーツのフェローであった。
ラトビアのグレート・ミュージック・アワードを3回（2005年、2007年、2015年）受賞した。2006年、『The Legend of the Walled-in Woman』で国際的な作曲賞であるインターナショナル・ロストラム・オブ・コンポーザーズの最優秀賞を受賞。2014年にラトビア・リガ（同年の欧州文化首都）で行われた第8回世界合唱大会の公式アンセムを作曲した。